# Mario García
Ne doit pas être confondu avec Mariano García, athlète espagnol spécialiste du 800 mètres.
Mario García Romo, né le 29 juin 1999 à Salamanque, est un athlète espagnol, spécialiste des courses de demi-fond.

## Biographie
Médaillé d'argent du 1 500 m lors des championnats d'Europe espoirs 2021, derrière le Belge Ruben Verheyden, il se classe quatrième des championnats du monde 2022 à Eugene en établissant un record personnel en 3 min 30 s 20. Il décroche la médaille de bronze du 1 500 m lors des Championnats d'Europe d'athlétisme 2022 derrière Jakob Ingebrigtsen et Jake Heyward.

## Palmarès
| Date | Compétition                    | Lieu     | Résultat | Épreuve | Temps         |
| ---- | ------------------------------ | -------- | -------- | ------- | ------------- |
| 2021 | Championnats d'Europe espoirs  | Tallinn  | 2e       | 1 500 m | 3 min 40 s 11 |
| 2022 | Championnats du monde          | Eugene   | 4e       | 1 500 m | 3 min 30 s 20 |
| 2022 | Championnats d'Europe          | Munich   | 3e       | 1 500 m | 3 min 34 s 88 |
| 2023 | Championnats du monde          | Budapest | 6e       | 1 500 m | 3 min 30 s 26 |
| 2024 | Championnats du monde en salle | Glasgow  | 11e      | 1 500 m | 3 min 40 s 48 |

## Records
| Épreuve      | Performance        | Date              | Lieu   |
| ------------ | ------------------ | ----------------- | ------ |
| 1 500 mètres | 3 min 29 s 18      | 15 juin 2023      | Oslo   |
| Mile         | 3 min 47 s 69 (NR) | 16 septembre 2023 | Eugene |